# 染谷俊
染谷 俊（そめや しゅん、1968年2月22日 - ）は、シンガーソングライター、ミュージシャン（アーティスト）。東京都出身。

## 経歴
- 1990年に武蔵野音楽大学ピアノ科を卒業後、ロックバンド「アンダーカバーズ」を結成して活動。2年間の活動ののち、解散ライブを見たレコード会社のディレクターの目に留まり、ソロとしてデビューを決意する[1]。

- 1993年4月10日、EPIC SONYからシングル「崖っぷちの少年」でデビュー。以後、1999年までの7年間にアルバム5枚、シングル11枚を発表した。

- 2000年よりインディーズの場に活動を移し、一度は離れたクラシックにインスパイアされたインストゥルメンタルアルバムを発表。精力的に活動を続けている。

## 人物
- 幼年時代は毎日８時間ピアノと向き合った英才教育を受けていた。
- 17歳の時にラジオから流れてきた佐野元春「ロックンロール・ナイト」の衝撃を受け、自ら歌うことに目覚める。

## ディスコグラフィー

### シングル
（EPIC SONY）
- 崖っぷちの少年（1993年4月10日）
- 愛にあいたかった（1993年8月10日）
- 危険に自由を犯せばいい（1993年11月1日）
- あれが最後だと思わなかった（1994年1月21日）
- PURE -現実に殺されないで-（1994年3月21日）
- 今夜勝ちにいこう（1994年11月2日）
- 今より君に近づくために（1995年7月21日）
- 僕の両手（1995年7月21日）
- 人生捨てたもんじゃない（1996年11月21日）
- ポーカーフェイス（1998年6月20日）
- クミコ（1998年10月21日）

（BC Records）
- ROCK YOU（2001年10月1日）

### アルバム
(EPIC SONY)
- 愛にあいたかった (1993年4月21日)
- 僕のたくらみ (1994年4月21日)
- 僕の両手 (1995年9月1日)
- マーガレット (1998年7月18日)
- THE BEST"HERE!" (1999年10月21日)

(BC Records)
- “やわらかな革命”ライブメモリアル (2000年5月20日)
- LIVI'N ON THE ROAD (2000年8月1日)
- The Eternal Sun (2001年3月21日)
- 夏のピアノ～BOYS SUMMER～ (2001年7月20日)
- 秋のピアノ～君がそこにいるように～ (2001年11月5日)
- 冬のピアノ～僕達のレクイエム～ (2001年12月20日)
- KISS THE WORLD (2002年2月22日)
- 春のピアノ～Tears～ (2002年4月15日)
- Cradle will Rock (LIVE 2002年9月1日)
- Histories ～幼年期～ (2003年2月22日)
- ALIVE (2003年7月20日)
- 天真爛漫 (2003年11月11日)
- FIGHT FOR ALIVE (2004年5月25日)
- Love Vacation (2004年7月25日)
- Anthology I (2005年2月20日)
- Anthology II (2005年2月20日)
- NO REASON TO START (2005年4月10日)
- Anthology III (2005年6月15日)
- Anthology IV (2005年9月11日)
- Anthology V (2005年10月20日)
- Anthology VI (2005年12月1日)
- Anthology VII (2006年2月22日)

(COME TRUE RECORDS)
- saryo's collection vol.3 Shun Someya Plays (2005年8月20日)
- Piano (2006年11月21日)
- & LOVE (2007年9月27日)
- saryo's collection voi.6 Shun Someya Plays (2008年6月21日)
- KNOCK ON POPS (2008年10月10日）
- Left Hand -solo works- (2010年2月22日）
- Right Hand -trio works- (2010年2月22日）
- THE ROOTS「在処」Self Cover Album (2010年10月20日）
- THE ROOTS 『MUSIC LIFE』 Piano Instrumental Album (2011年4月20日）
- 結晶（2012年3月14日）

(暴奏SMILEレコード:インディーズ)
- 僕らの生きる道（2015年2月22日）
- 弾き語りデラックス（2016年10月10日）
- 弾き語りデラックス２（2017年9月24日）
- COME BACK HERO (2019年6月30日)
- 歌えば尊し (2020年6月9日)
- スタンド バイ ミー 〜この世界は終わらない〜

(2022年4月21日)
- 弾き語りデラックス３(2023年8月1日)
- jewelry   box(2024年4月21日)

### ビデオ&DVD
（BC Records）
- I'm ALIVE（2003年4月10日）
- FIGHT FOR ALIVE （2004年6月25日）

（COME TRUE RECORDS)
- 365 2006SUMMER-2007SUMMER （2007年11月1日）
- 222 〜蒼生イズム〜 2009 BIRTHDAY LIVE （2009年5月13日）
- 365 2008SUMMER-2009SUMMER （2009年9月）
- 314GIFT (2011年4月20日)

(暴奏SMILEレコード)
- A START IN LIFE vol.1  (2014年9月7日)
- He is (2020年4月21日)

### その他
- KAZU&YASU～ヒーロー誕生～オリジナルサウンドトラック　（1995年7月1日）「今より君に近づくために」収録（作詞・作曲・歌）
- Marginal Prince Songs1（2005年9月1日）「Aim high～アンチエスタプリッシュメントに捧ぐImpromptu～」収録（作詞・作曲・編曲・歌）
- Marginal Prince Songs2（2005年9月1日）「ラブレター」収録（作詞・作曲・編曲・歌）
- SO YEAH!〜SOMEYA SHUN LIVE ALBUM 2009〜 ネット限定配信ライブアルバム (2009年7月20日分）
- 『ぶらりふたり放浪記』ツアーDVD「痛快!!ジャーニーズ」(2020年10月1日)
- 『ぶらりふたり放浪記』ファーストアルバム「ひいの巻」(2021年7月22日)

## 楽曲提供
- 相沢友子「HELP」（作曲）
- 石野真子「道」、「FRIEND」（作詞・作曲）
- 鈴木彩子「この道の上」（作曲）
- TOKIO「LESSON」（作詞）
- RUN&GUN「裸のココロ 」（作詞）「メモリーズ featuring KOSUKE」（作詞・作曲）
- 渡辺美里「HEART OF GOLD」（作曲）「ミッドナイトパフェ」（作詞・作曲）
- 清木場俊介「手繰り寄せて」（作曲）

## 出演

### アニメーション
- マージナルプリンス〜月桂樹の王子達〜（染谷俊（本人役））

### 映画
- She's Rain（1993年 東映アストロフィルム）小松千春・染谷俊主演
- 洗濯機は俺にまかせろ（1999年 ボノボ＝スターボート）筒井道隆主演